# Ржанов Евгеній Олександрович
Євге́н Олекса́ндрович Ржанов (нар. 13 квітня 1938, Харків, УРСР) — український піаніст та педагог, Заслужений артист України з 1967 року. Професор Київського інституту музики імені Рейнгольда Глієра.

## Біографія
Народився 13 квітня 1938 року в сім'ї музикантів.
Навчався в Київській спеціалізованій музичній школі у викладача Даніїла Романовича Юделевича.
З 1956 року по 1964 навчався в Московській консерваторії ім. П. І. Чайковського у Я. В. Флієра, де з 1961 по 1964 роки був аспірантом.
|               | Євген Ржанов, безумовно, один із найталановитіших піаністів і музикантів, які зустрілися мені на моєму майже сорокалітньому педагогічному шляху». «Репертуар піаніста надзвичайно широкий та різноманітний. Практично Ржанов грає весь основний фортепіанний репертуар від Баха до Прокоф’єва та Шостаковича. Величезна його роль у пропаганді радянської української музики. Усе найкраще з написаного нашими сучасниками Ржанов виносить на концертну естраду |
| — Я. В. Флієр | |

Вирішальними у творчій кар'єрі Ржанова стали його перемоги на творчих конкурсах, серед яких — Всеросійський конкурс піаністів 1961 року та Міжнародний конкурс імені Королеви Єлизавети у Брюсселі 1964 р. Остання перемога допомогла Євгену Ржанову здобути світове визнання.
У 1964 році повністю переїжджає до Києва і становиться солістом Київської філармонії і педагогом Київської консерваторії. До 1985 року працював педагогом Київської консерваторії. Протягом п'яти років очолював кафедру спеціального фортепіано. Одночасно викладав у школі ім. Лисенка.
Один зі співзасновників Міжнародного музичного конкурсу імені М. В. Лисенка (1962 рік).
З 1985 по 1992 рок — соліст Республіканського будинку органної та камерної музики в Києві.
У 1960—1980 роках був єдиним піаністом, що грав усі опуси українських композиторів: Л. Ревуцького, Б. Лятошинського та В. Косенка.
З 1992 року переїхав жити до Німеччини, де відкрив малу філармонію і активно виступав з концертами по всій Європі.
У 2010 році повернувся в Україну і відновив викладання в Київському інституті музики ім. Р. М. Глієра та Київській середній спеціальній музичній школі ім. М. В. Лисенка.

## Репертуар
У репертуарі Ржанова понад п'ятдесят концертів для фортепіано з оркестром (12 з них — українських композиторів), сольні фортепіанні твори Лисенка М. В., Косенка В. С., Коляди М. Т., Ревуцького Л. М., Лятошинського Б. М., Штогаренка А. Я., Шамо І. Н., Жуковського Г. Л., Філіпенка А. Д., Сильвестрова В.В, Сильванського М. Й., Іщенка Ю. Я., Сєчкіна В. В., Степаненка М. Б., Скорика М. М., Драго І. Б., Колодуб Ж. Ю., Надененка Ф. М., О. Ф. Зноска-Боровського, Кирейка В. Д. та інших авторів.
Під час роботи в Республіканському будинку органної та камерної музики, Євген Олександрович двічі провів цикли концертів «Клавесинна музика 16—18 століть», де кожен цикл складався з восьми концертів німецьких, англійських, італійських, французьких та східноєвропейських композиторів. Це зокрема твори Джироламо Фрескобальді, д'Аглеберта, Франсуа Куперена, Генрі Перселла, Антоніо Кабесона та інших.
Його репертуар включає в себе твори Баха, Гайдна, Моцарта, Л. Бетховена, Ф. Шопена, Ф. Ліста, Ф. Шумана, І. Брамса, Ф. Мендельсона, С. Прокоф'єва, Равеля, К. Дебюссі, Шостаковича, Метнера, Мусоргського, П. Чайковського, С. Рахманінова, А. Скрябіна, П. Хіндеміта, Шонберга, А. Шнітке та інших.
Українські композитори в програмі піаніста: Б. Лятошинський, В. Косенко, М. Скорик, Л. Ревуцький, Кирейко, Штогаренко, Надененко, І. Карабиць, Іщенко, Вериківський та інші.
Євген Ржанов зіграв усі клавесинні концерти Й. С. Баха в супроводі оркестру. В тому числі твори для двох, трьох та чотирьох клавесинів.
Однак найбільшу любов та професійний інтерес у творчості Ржанова посідає українська музика.
Значне місце в репертуарі піаніста посідають твори Бориса Лятошинського, Левка Ревуцького та Віктора Косенка.

## Визнання
1967 року надано почесне звання «Заслужений артист УРСР».
Член журі багатьох конкурсів, в тому числі й міжнародних.

## Співпраця
Євген Ржанов провів багато концертів з видатними українськими інструменталістами: Олексієм Гороховим, Вадимом Червовим, Олегом Кудряшовим, вокалістами Анатолієм Кочергою, Марією Стеф'юк, Євдокією Колесник та іншими, тісно співпрацював з квартетом ім. М. Лисенка.

## Збережена спадщина
У Фондах українського радіо та телебачення зберігаються записи творів українських композиторів (Лисенка, Косенка, Лятошинського, Ревуцького, Сільванського, Штогаренка, Сильвестрова та багатьох інших) у виконанні Євгена Ржанова. Багато записів здійснено на грамплатівки.

## Цікаві факти
Євген Ржанов був першим виконавцем багатьох творів:
- Концерт для фортепіано з оркестром В. С. Косенка усіх трьох частин (до Маестро виконувалась для публіки тільки перша частина);
- Концерт для фортепіано з оркестром І. Б. Драго;
- Концерт для фортепіано з оркестром О. М. Канерштейна;
- Концерт для фортепіано з оркестром Ж. Ю. Колодуб;
- Концерт для фортепіано з оркестром Г. І. Ляшенка;
- Концерт для фортепіано з оркестром О. І. Білаша;
- Концерт для фортепіано з оркестром Ю. Я. Іщенка,
- Три поеми «Пам'яті музикантів» Андрія Штогаренка;
- Концерт Левка Ревуцького в другій редакції;
- Класична соната, Сонатина, п'єси, дитяча музика, «Монодія» Валентина Сильвестрова;

Сюїта «Гуцульські акварелі» Ігоря Шамо;
- Сюїта «Пригоди барона Мюнхгаузена» Миколи Сільванського;
- Три цикли «Поетичні настрої», сонати для фортепіано, сонати для віолончелі та фортепіано, сонати для скрипки та фортепіано, сонати для флейти та фортепіано Юрія Іщенка;твори Германа Жуковського, Сергія Мамонова, Федора Надененка, Віктора Клина та багатьох інших.

Євген Ржанов працював у складі редакції видавництва «Музична Україна», укладав та редагував збірки класичної фортепіанної музики, а також видання творів українських композиторів для дітей. 
Левко Ревуцький після першого виконання його концерту в другій редакції подарував Євгену Ржанову клавір із власним автографом.
Українські композитори присвячували Євгену Ржанову свої твори: В. Сильвестров — «Класичну сонату», Ю. Іщенко — «Поетичні настрої», Г. Ляшенко — Концерт для фортепіано з оркестром.